# The Menu
The Menu is een Amerikaanse horrorfilm uit 2022, geregisseerd door Mark Mylod. De film vertelt het verhaal van een jong koppel dat samen met enkele andere gasten naar een exclusief restaurant op een privé-eiland gaan. Al snel neemt het diner een duistere wending, en elke gang brengt nieuwe verrassingen met zich mee. De film wordt gekenmerkt door zwarte humor.
The Menu ging op 10 januari 2022 in première op het Internationaal filmfestival van Toronto. De film had een budget van 30 miljoen dollar en bracht wereldwijd meer dan 70 miljoen dollar op.

## Verhaal
Tyler, een fijnproever, en zijn vriendin Margot hebben zich ingeschreven voor een exclusieve culinaire ervaring in het restaurant Hawthorn, gelegen op een privé-eiland. Het restaurant wordt gerund door de beroemde chef-kok Julian Slowik. Naast Tyler en Margot zijn er nog enkele andere gasten aanwezig, waaronder de restaurantcriticus Lilian Bloom, haar redacteur Ted, zakenpartners Soren, Dave en Bryce, de eens succesvolle acteur George, zijn persoonlijke assistent Felicity, en het welgestelde oudere koppel Richard en Anne Leibrandt. Bij aankomst op het eiland geeft Elsa, de maître d'hôtel van Slowik, de groep een rondleiding. Tijdens de tour passeren ze onder andere de slaapvertrekken van het personeel en de privéwoning van Slowik. Elsa benadrukt dat niemand, inclusief het personeel, deze gebieden mag betreden.
Het diner begint en Slowik geeft bij elke gang een korte uitleg, die steeds ongemakkelijker wordt. Bij de derde gang, die bestaat uit taco's, worden met lasergeprinte afbeeldingen op de tortilla's onthullingen gedaan die elke gast confronteren. Bij de vierde gang genaamd "The Mess" vertelt souschef Jeremy dat zijn droom om chef-kok te worden een teleurstelling is geworden. Vervolgens pleegt hij zelfmoord door zichzelf door het hoofd te schieten, wat paniek veroorzaakt. Niemand mag echter het restaurant verlaten en ter waarschuwing wordt de ringvinger van Richard afgehakt. Door het raam zien ze hoe Slowiks business angel Doug Verrick, die het restaurant tijdens de coronapandemie overeind heeft gehouden, vastgebonden aan een kabel in het water wordt gegooid en verdrinkt. Ondertussen probeert Tyler indruk te maken op Slowik met zijn kennis van eten, maar tevergeefs.
Bij de vijfde gang genaamd "Man's Folly" (Mannelijke Dwaasheid) wordt Slowik in zijn dij gestoken door een medewerkster die hij had lastiggevallen. Vervolgens krijgen de mannelijke gasten de kans om te proberen te ontsnappen van het eiland, met een voorsprong van 45 seconden op de achtervolgende medewerkers. Echter, alle mannen worden gevangen genomen.
Slowik verklaart dat de gasten verantwoordelijk zijn voor zijn verloren passie voor koken en dat iedereen aanwezig zal sterven. Omdat Margot onverwacht aanwezig is, neemt hij haar apart en geeft haar de keuze om samen met de andere gasten of met het personeel te sterven. Weggaan is echter geen optie. Margot onthult dat ze eigenlijk een sekswerker genaamd Erin is en niet eens Tylers eerste keuze was. Tyler vroeg haar mee omdat Slowik alleen groepen van twee of meer bedient. Bovendien wist Tyler al lang van tevoren dat iedereen die avond zou sterven, maar hij was zo enthousiast over Slowiks kookkunsten dat hij kostte wat het kost wilde gaan. Vervolgens dwingt Slowik Tyler om te koken, maar hij kraakt het gerecht volledig af. Hij fluistert iets in het oor van de ontgoochelde Tyler, waarna Tyler zichzelf ophangt.
Voor het dessert vraagt Slowik aan Margot om een ton te halen. Ze sluipt echter het huis van Slowik binnen, waar ze wordt aangevallen door Elsa. Margot doodt haar en doorzoekt het huis. Ze vindt krantenknipsels die onthullen dat Slowik ooit hamburgers bakte in een fastfoodrestaurant, en een radio waarmee ze de kustwacht oproept. Vervolgens keert ze terug naar het restaurant met de ton. Niet veel later arriveert er een kustwachter, die luistert naar de verwarde gasten en Slowik tijdelijk onder schot houdt. Het blijkt echter een vermomde kok genaamd Dale te zijn, die weer terugkeert naar de keuken.
Terwijl het dessert wordt bereid, confronteert Margot Slowik en bekritiseert ze hem omdat er geen liefde in zijn gerechten zit. Ze geeft aan nog steeds honger te hebben en bestelt een cheeseburger. De aangeslagen Slowik bereidt de burger en geniet weer van het koken. Nadat ze een hap neemt, vraagt Margot of ze de rest kan meenemen, wat wordt toegestaan. Ze verlaat het restaurant en stapt in een boot. De andere gasten zijn compleet in de war en krijgen jassen van marshmallows terwijl het personeel benzine op de vloer giet. Vanaf zee ziet Margot hoe het restaurant in vlammen opgaat en neemt ze nog een hap van haar cheeseburger.

## Rolverdeling
| Acteur           | Personage         |
| ---------------- | ----------------- |
| Ralph Fiennes    | Chef Slovik       |
| Anya Taylor-Joy  | Margot            |
| Nicholas Hoult   | Tyler             |
| Hong Chau        | Elsa              |
| Janet McTeer     | Lilian Bloom      |
| Paul Adelstein   | Ted               |
| John Leguizamo   | George            |
| Aimee Carrero    | Felicity          |
| Arturo Castro    | Soren             |
| Mark St. Cyr     | Dave              |
| Rob Yang         | Bryce             |
| Reed Birney      | Richard Leibrandt |
| Judith Light     | Anne Leibrandt    |
| Adam Aalderks    | Jeremy            |
| Matthew Cornwell | Dale              |

## Ontvangst
De film werd over het algemeen goed ontvangen. Op Rotten Tomatoes behaalde The Menu een score van 93%, op IMDB kreeg de film een gemiddelde beoordeling van 7.3/10.